# Principatul Elector Bavaria
Principatul Elector Bavaria a fost creat în 1623 când ducele de Bavaria a primit titlul de principe elector. Principatul elector a existat până în 1806 când demnitatea electorală bavareză a dispărut. Începând din 1777 principatul elector s-a numit Palatinat-Bavaria deși Pacea Westfalică desființase demnitatea electorală a Palatinatului în timp ce aceea a Principatului Elector Bavarez a continuat să existe. La câteva luni după proclamarea Regatului Bavariei în 1806, prin aderarea Bavariei la Confederația Rinului s-a încheiat apartenenței ei la Sfântul Imperiu Roman, iar funcțiile ei imperiale au dispărut, inclusiv demnitatea electorală.

## Istorie
Inițial, conform Tratatului de la Pavia, demnitatea electorală urma să fie deținută alternativ de linia palatină și de linia bavareză a Casei de Wittelsbach. Prin Bula de Aur din 1356 doar linia palatină a Casei de Wittelsbach a primit demnitatea electorală. Începând de atunci, ducii bavarezi au încercat zadarnic de câteva ori să obțină titlul de principe elector. După încheierea Războiului de Succesiune din Landshut, Hotărârea curții de arbitraj din Köln emisă la 30 iulie 1505 a reunit Ducatul Bavariei cu teritoriile ce fuseseră pierdute, în timp ce Palatinatul a continuat să fie împărțit între diferitele linii ale familiei, între care și linia Heidelberg. Ducele Wilhelm al IV-lea de Bavaria s-a implicat în Războiul Schmalkaldic luptând de partea împăratului romano-german Carol al V-lea în 1546–1547, însă nu a reușit să obțină dreptul electoral pentru Palatinat. În 1583 Wilhelm al V-lea a participat la Războiul din Köln (1583–1588) izbucnit după ce arhiepiscopul de Köln, Gebhard Truchsess von Waldburg, se convertise la protestantism. El a susținut financiar și militar pe fratele său, Ernest, care a cucerit arhiepiscopia de Köln. De atunci înainte principele elector de Köln a aparținut fără întrerupere liniei bavareze a familiei Wittelsbach până în 1761.

## Obținerea titlului de principe elector în Războiul de Treizeci de Ani și politica pacifistă
Ducele Maximilian I care cârmuia Bavaria din 1597 și-a format o armată puternică și, prin diferite reforme, a reabilitat situația financiară a țării care a devenit înfloritoare din punct de vedere economic. Eliminând dreptul stărilor de a participa la cârmuire Maximilian a fost adevăratul fondator al stăpânirii absolutiste în Bavaria. El a creat o administrație eficientă în Bavaria, a emis un nou set de legi (Codex Maximilianeus) fiind astfel un avangardist al mercantilismului.
În 1620 trupele Ligii Catolice, condusă de generalul bavarez Tilly, i-au învins pe protestanții Boemiei în bătălia de la Muntele Alb lângă Praga. Ca răsplată ducele Maximilian I a primit titlul de principe elector în 1623 (devenit ereditar în 1628) și părți ale Palatinatului Superior (inițial ca gaj). Bavaria a jucat un rol important în continuarea războiului, iar principele elector a încercat să urmeze o politică independentă, uneori împotriva împăratului, în alianță cu Franța. Din 1634 Bavaria a fost din nou teatru de război până în 1646. Prin Pacea Westfalică din 1648 au fost confirmate statutul de principat elector al Bavariei și câștigurile ei teritoriale. După război Maximilian I a început reconstruirea țării eliberând armata pentru a crea mijloacele financiare necesare. În timpul celor 50 de ani de cârmuire, el a stabilit o administrație eficientă, a dezvoltat sistemul juridic și a promovat artele. În ciuda războiului, Maximilian I a reușit să reabiliteze bugetul statului.

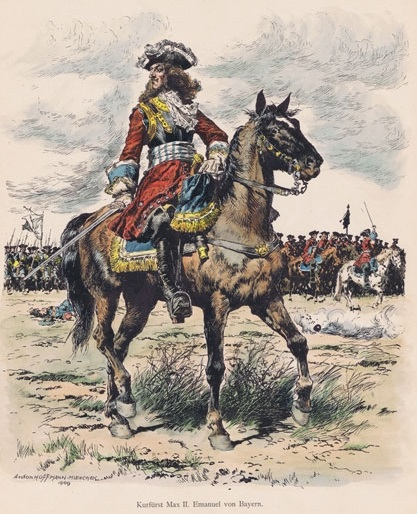
Principele elector Maximilian al II-lea Emanuel în timpul Războiului Succesiunii Spaniole (reprezentare din 1910)

Ferdinand Maria, fiul și succesorul lui Maximilian I, a înlocuit alianța cu Viena cu o politică de neutralitate față Habsburgi și Franța. Ca urmare, Bavaria nu s-a mai alăturat Ligii Rinului. După moartea lui Ferdinand al IV-lea în 1654 (rege romano-german ales ca succesor al împăratului Ferdinand al III-lea), cardinalul francez Jules Mazarin i-a propus în 1655 lui Ferdinand Maria candidatura ca succesor la tronul imperial. După multe ezitări acesta a respins ideea (24 august 1657). Prin Tratatul de la Waldmünchen (12 ianuarie 1658) Ferdinand Maria s-a angajat să susțină alegerea lui Leopold de Habsburg ca rege romano-german, Habsburgii acordându-i ulterior funcția de vicar imperial. După moartea împăratului Ferdinand al III-lea în 1657 (primul interregnum după Pacea Westfalică) disputa dintre linia bavareză a familiei Wittelsbach și cea a Palatinatului privind vicariatul luase forme dramatice care au generat revolte. În secolul al XVII-lea, datorită urmărilor Războiului de Treizeci de Ani și a creșterii puterii principatului (conform ideilor absolutismului), a început declinul stărilor bavareze. Adunarea stărilor a fost convocată pentru ultima dată în 1669. În același timp, în Bavaria și-a făcut apariția barocul italian care s-a răspândit curând în toate domeniile culturii. Politica financiară în această perioadă a fost austeră, au fost luate măsuri pentru sprijinirea fermierilor pentru care s-a construit prima școală agricolă la Schleißheim și au fost reformate administrația și armata. Când a murit Ferdinand Maria, vistieria statului era plină fiind mai bogată decât cea moștenită de la tatăl său.
În timp ce Ferdinand Maria renunțase la șansa de a obține coroana imperială în 1657 datorită politicii sale prudente față de Habsburgi, fiul său, Maximilian al II-lea Emanuel, a urmărit ambițios creșterea rangului său, inițial ca aliat al curții vieneze și ulterior ca aliat al regelui Ludovic al XIV-lea.
Din toamna anului 1687, după al doilea asediu otoman al Vienei (1683), principele Maximilian al II-lea făcuse eforturi pentru a obține comanda supremă în războiul împotriva turcilor, amenințând cu ruperea alianței în cazul în care dorința nu-i era îndeplinită. În iulie 1688 împăratul Leopold a cedat, iar principele Bavariei a devenit comandant principal al operațiunilor militare din Ungaria. Maximilian al II-lea a participat la eliberarea orașului Belgrad. Din 1690 el a apărat granița Rinului împotriva Franței. Maximilian a fost adesea absent din țară începând din 1691 când a fost numit guvernator general al Țărilor de Jos spaniole. Datorită lipsei descendenților pe linie masculină, ramura spaniolă a Casei de Habsburg s-a stins ceea ce a generat la sfârșitul secolului al XVII-lea conflictul privind succesiunea la tronul spaniol. Carol al II-lea îl numise moștenitor universal al Imperiului Spaniol pe ducele Iosif Ferdinand, fiul principelui Maximilian al II-lea din prima căsătorie. Moartea timpurie a acestuia în 1699 a reprezentat o catastrofă pentru planurile ambițioase ale principelui elector bavarez.

Principatul elector Bavaria (portocaliu Palatinatul Superior, roșu Bavaria Inferioară, verde Bavaria Superioară) în cercul imperial bavarez în timpul lui Carol al VII-lea.

Datorită alianței cu regele Franței împotriva împăratului, acesta i-a impus lui Maximilian al II-lea interdicția imperială. Bavaria a fost ocupată de Austria în 1704 în timpul Războiului Succesiunii Spaniole ceea ce a dus la pierderea temporară a demnității electorale a Bavariei și a Palatinatului Superior în favoarea lui Johann Wilhelm de Wittelsbach. Administrația imperială a guvernat Bavaria Superioară și Bavaria Inferioară timp de zece ani (1705–1715). După ce Franța a încheiat un acord cu puterile învingătoare, Anglia și Olanda, a avut loc restaurația Bavariei în interesul echilibrului imperiului. În 1715 Maximilian al II-lea s-a întors în Bavaria ca principe elector. Odată cu reunirea liniilor Casei de Wittelsbach în 1724, disputa familială a fost rezolvată, în mod deosebit cea cu principele elector Carol al III-lea Filip care conducea Palatinatul Elector. Atenția principelui elector bavarez a continuat să se concentreze la alianțele necesare creșterii rangului său. De-a lungul secolului al XVIII-lea Bavaria a trebuit să lupte cu povara datoriei cauzate de Maximilian al II-lea, aflându-se în repetate rânduri în pragul falimentului național. Fiul și succesorul său, Carol Albert a preluat o datorie de 26 de milioane de guldeni, pe care a mărit-o. El a continuat politicile tatălui neglijând reformele pe plan intern. În 1727 a reînnoit alianța cu Franța. În problema succesiunii austriece, s-a delimitat de recunoașterea Pragmaticei sancțiuni admisă anterior de tatăl său și în 1732–1733 chiar a protestat împotriva acesteia. A investit în dotarea armatei bavareze fără a ține seama de situația financiară precară a principatului. Politica nehotărâtă dintre Viena și Versailles l-a determinat pe Carol Albert să adopte o poziție de neutralitate fiind prietenos cu Franța în timpul Războiului pentru succesiunea poloneză (1738–1739) și oferind în același timp împăratului trupe pentru războiul ruso-turc. Întrucât regentul francez André-Hercule de Fleury a redus subvențiile pentru Bavaria și pentru arhiepiscopatul de Köln, principele bavarez nu a putut să-și mențină armata (40 000 de oameni). Astfel a ajuns la ideea de a oferi împăratului un contingent de trupe pentru teatrul de război din Ungaria pentru ca măcar parțial cheltuielile de întreținere a armatei să fie suportate de curtea de la Viena. În războiul turc din 1736–1739, dezastruos pentru monarhia habsburgică, regimentele bavareze au fost aproape complet distruse. La moartea neașteptată a împăratului Carol al VI-lea în octombrie 1740, Carol Albert nu era așadar pregătit nici militar, nici financiar pentru a profita de oportunitatea apărută. Spre deosebire de regele prusac, Frederic cel Mare, care se baza pe o vistierie plină și o armată puternică ce îi permiteau să acționeze independent și imediat, principele bavarez a trebuit să aștepte până când protectorul său francez era gata să intre în război pentru moștenirea austriacă.
Carol Albert a obținut coroana regală a Boemiei în 1741 și coroana imperială în 1742, dar lipsindu-i puterea pe plan intern, fără o armată suficient de puternică și fără aliați de încredere, iddea unui ridicării principatului la rang de regat nu a putut deveni realitate, iar Bavaria a plătit prețul unei noi ocupații habsburgice în timpul Războiului de Succesiune Austriacă. Ca împărat romano-german sub numele Carol al VII-lea, el a trăit multă vreme la Frankfurt în Palatul Barckhausen privat de puterea de a cârmui efectiv. Propunerile Marii Britanii și Prusiei de a oferi împăratului o poziție mai independentă printr-o secularizare a unor posesiuni princiare în scopul creșterii puterii interne, au rămas irealizabile. Odată cu moartea lui Carol al VII-lea la începutul anului 1745, s-a încheiat scurta perioadă imperială modernă timpurie a Casei de Wittelsbach și în același timp încercarea de ridicare a Bavariei deasupra poziției ei de putere mijlocie.

## Reforma internă și neutralitatea Bavariei

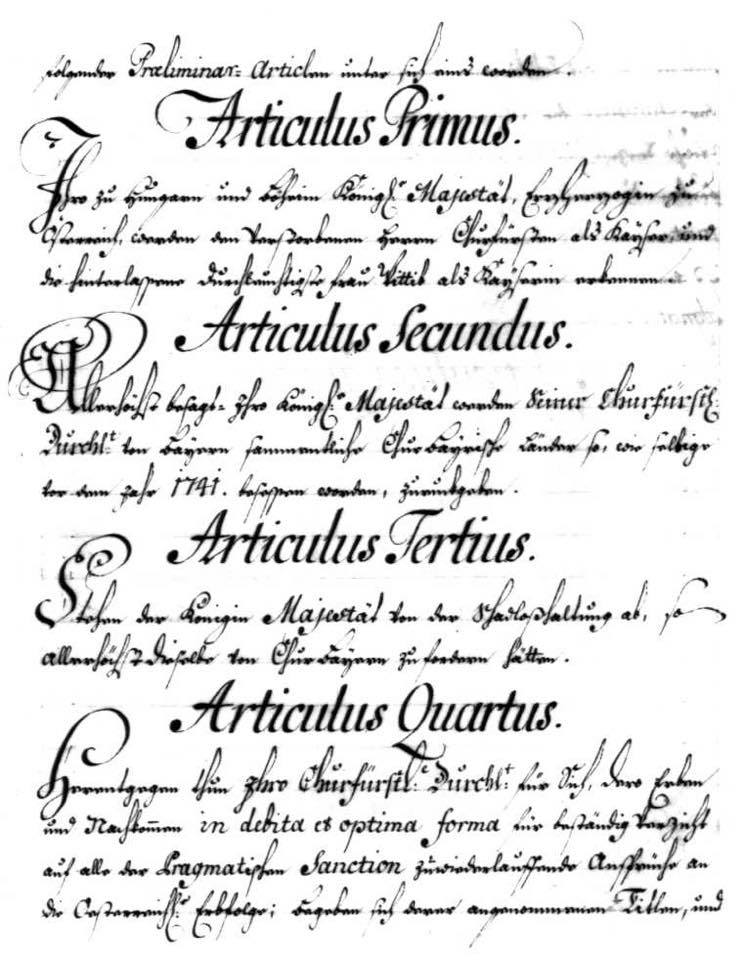
Pacea de la Füssen încheiată între Bavaria și Austria (articolele 1-4)

În 1745, la câteva luni după începutul cârmuirii sale, principele elector Maximilian al III-lea a renunțat prin Pacea de la Füssen, la ambițiile predecesorilor săi de a deveni o putere majoră și s-a dedicat reformelor interne. Deși acesta a rămas în istorie ca un prinț luminat, el considera statul ca fiind proprietatea sa privată. Prin urmare, el nu a realizat reforma administrației deși a încercat să o îmbunătățească. Foarte importantă a fost codificarea juridică atât a drepturilor civile, cât și a dreptului penal sub conducerea cancelarului Wiguläus von Kreittmayr. Având în vedere situația financiară precară a statului, accentul a fost pus pe un buget economic și dezvoltarea economiei. Înființarea Academiei de Arte Frumoase din München și a Academiei de Științe din Bavaria a contribuit la creșterea importanței Iluminismul în Bavaria. În 1748 principele elector a restrâns drepturile orașelor și piețelor, dar s-a străduit să integreze economic orașele imperiale Regensburg și Augsburg.
În timpul Războiului de Șapte Ani, Bavaria a adoptat o poziție neutră. Principele elector își asigurase subvenția franceză de 360 000 de florini anual timp de șase ani prin Tratatul de la Compiègne (26 iulie 1756) și promisiunea apărării Bavariei de intențiile anexioniste ale Austriei deși Habsburgii și Bourbonii erau aliați deja de la 1 mai 1756 prin Tratatul de la Versailles. În schimb Bavaria a garantat că își va coordona politica externă cu Franța și nu va acționa împotriva aliaților acesteia. După izbucnirea războiului, principatul a adăugat un contingent de 5000 de oameni armatei imperiale. Un an mai târziu, conform convențiilor militare de la München din 29 martie și 31 iulie 1757, un corp auxiliar alcătuit din 4000 și respectiv 2800 de oameni a intrat în acțiune sub comanda franceză. Pe măsură ce toate părțile implicate în război și-au epuizat resursele, Bavaria și-a retras trupele auxiliare în 1759. După ce Marea Britanie și Franța au încheiat pace la Fontainebleau pe 3 noiembrie 1762 (urmată de Tratatul de la Paris din 10 februarie 1763), trupele franceze s-au retras din imperiu. Pe 24 noiembrie Palatinatul a încheiat armistițiu cu Prusia. Pe 4 decembrie Württemberg a semnat un acord de neutralitate cu Prusia ceea ce era o încălcare a legii: execuția imperială împotriva Prusiei, decisă în comun de Dieta imperială, putea fi abrogată doar printr-o rezoluție a acesteia. Cu toate acestea, Bavaria s-a declarat neutră la 6 ianuarie 1763. La sugestia lui Maximilian al III-lea Iosif și Karl Theodor al Palatinatului, dieta a discutat despre o declarație de neutralitate a imperiului pe 17 ianuarie. Curtea imperială a acceptat realitatea și a declarat pe 20 ianuarie contingentele imperiale înființate în 1757 ca nemaifiind necesare. Pe 11 februarie 1763 imperiul și-a declarat neutralitatea. La 15 februarie 1763 Tratatul de la Hubertusburg încheiat între Prusia și Austria a pus capăt Războiului de șapte ani.
La începutul anului 1778, când linia bavareză a familiei Wittelsbach s-a stins, principele elector Karl Theodor a unit Principatul elector Bavaria cu Palatinatul elector, care includea Ducatul de Jülich și Comitatul de Berg. În Războiul de Succesiune Bavarez și prin Liga Principilor, Prusia a împiedicat anexarea Bavariei de către Austria și și-a asigurat pretenția asupra celor două margrafiate ale familiei de Hohenzollern (Ansbach și Bayreuth) în schimbul regiunii Innviertel care aparținuse Bavariei și ajunsese în stăpânirea Austriei.
După reunire regiunea a fost cunoscută sub numele de Palatinat-Bavaria. După ce Bavaria a ajuns în posesia lui Karl Theodor, unul din titlurile electorale a dispărut. Care dintre cele două titluri a dispărut a fost obiectul disputei jurnalistice imperiale la acea vreme. Pe de altă parte, tot ceea ce rămăsese din întregul Palatinat Elector încă neocupat de Franța, a fost cedat Mărcii de Baden în 1803, iar ducele de Bavaria a rămas principe elector.
Ca și predecesorul său, Karl Theodor a încercat, împreună cu stările, să plătească povara datoriilor îmbunătățind astfel situația financiară a principatului. Cu toate acestea, restructurarea completă a bugetului a eșuat datorită implicării lui Karl Theodor în conflictele revoluționare franceze în anii următori. În 1784 a interzis toate asociațiile care fuseseră înființate fără permisiunea expresă a suveranului. În 1785 această interdicție a fost reînnoită printr-un edict în care societatea secretă Illuminati și Francmasoneria erau numite trădătoare și ostile religiei. Benjamin Thompson, conte imperial de Rumford, de origine americană, a reformat armata și a inițiat îmbunătățirea vieții sociale (izolația termică, supa Rumford, aragazul Rumford, școlilor pentru copiii soldaților, casele săracilor și manufacturi). După moartea împăraților Iosif al II-lea (1790) și Leopold al II-lea (1792), Karl Theodor a fost vicar imperial pentru ultima dată, timp în care a bătut monede vicariale din aur și argint și și-a folosit poziția pentru a emite scrisori de înnobilare (de exemplu cea emisă pentru contele Rumford).

Palatinatul Bavaria în 1779 după pierderea regiunii Innviertel (în culoarea zonei) și dezvoltarea ulterioară (1816)

Teritoriul Palatinatului Electoral Bavaria a suferit modificări și extinderi teritoriale începând din 1793 în timpul Revoluției Franceze și a erei napoleoniene ulterioare. Karl Theodor nu s-a implicat în război până în iarna lui 1793. În 1794, în cursul Războiului Primei Coaliții în care Palatinatul Bavaria a luptat de partea coaliției, Ducatul de Jülich a fost ocupat de Franța, partea palatinatulului de pe malul stâng al Rinului fiind separată de cea de pe malul drept prin ocupația franceză. Prin Pacea de la Lunéville din 1801 principele Maximilian al IV-lea, care guverna din 1799, a pierdut partea palatinatului de pe malul stâng al Rinului și Ducatul de Jülich. Pentru a compensa, însă, Bavaria a putut să-și extindă în mod semnificativ teritoriul național prin mediatizarea și secularizarea decretate prin Reichsdeputationshauptvertrag în 1803. În 1803 Bavaria a pierdut partea rămasă pe malul drept al Rinului în favoarea Principatului Baden. Singura parte rămasă de-a lungul râului Rin a fost Comitatul de Berg pe care Maximilian l-a dăruit cumnatului său, ducele Wilhelm, la 30 noiembrie 1803, ca apanaj, fără a renunța la suveranitate.
Reforme interne drastice au început în 1799 sub ministrul Maximilian von Montgelas. La 25 ianuarie 1802 Maximilian a înființat o comisie mănăstirească inițind astfel începutul secularizării din Bavaria. Numeroase mănăstiri au fost desființate, clădirile au fost demolate sau au fost destinate altui scop. Maximilian al IV -lea și Montgelas au creat ulterior un serviciu public și o administrație de stat eficientă pentru Bavaria care s-a extins curând din nou. 

## Anexarea Tirolului și ridicarea Bavariei la rang de regat
În septembrie 1805 Bavaria a încheiat cu Franța Tratatul de la Bogenhausen a cărui principală consecință a fost sprijinul militar acordat de Bavaria lui Napoleon. Trupele bavareze sub comanda generalului Filip von Wrede au luptat cu austriecii la Iglau în Boemia, contribuind la victoria Franței la Austerlitz pe 2 decembrie 1805.
Principatul elector a existat până în 1806 când Bavaria a fost proclamată regat pe baza Tratatului de pace dintre Bavaria și Franța încheiat la Brno în 10 – 12 decembrie 1805 și a Păcii de la Pressburg încheiată la 26 decembrie 1805 de plenipotențiarii împăratului Napoleon Bonaparte și împăratul romano-german Francisc al II-lea prin care Austria ceda Bavariei Comitatul Tirol și Vorarlberg. Ducele Maximilian al IV-lea a fost proclamat drept primul rege bavarez sub numele Maximilian I Iosif la 1 ianuarie 1806 la München.
Retragerea oficială a Bavariei din imperiu, renunțând la demnitatea sa electorală, a avut loc abia în iulie 1806 prin Legea Confederației Rinului, iar regele Bavariei nu a mai folosit titlul de principe elector. În martie 1806 regele dăduse deja Ducatul de Berg lui Napoleon Bonaparte în schimbul Ducatului Ansbach schimbând astfel toate teritoriile renane care se învecinau cu Bavaria. Sfântul Imperiu Roman a dispărut la scurt timp după întemeierea Confederației Rinului la 6 august 1806, împăratul Francisc al II-lea renunțând la coroana imperială.

## Principi electori bavarezi
- Maximilian I (1598–1651) duce de Bavaria și din 1623 principe elector;[16]
- Ferdinand Maria (1651–1679);
  - regent: Albert al VI-lea de Bavaria-Leuchtenberg (1651–1654);[17]
- Maximilian al II-lea Emmanuel (1679–1726);
  - regent: Maximilian Philipp de Bavaria-Leuchtenberg, 1679–1680;[18]
  - administrație imperială în Bavaria (1704–1714);
- Carol Albert (1726–1745; 1742–1745 împărat romano-german);[19]
- Maximilian al III-lea Iosif (1745–1777);[20]
- Karl Theodor (1777–1799);[21]
- Maximilian I Iosif (1799–1805, din 1806 rege al Bavariei).[22]